# Proforma
Em linguística, uma proforma é uma palavra que realiza, em um texto, a retomada anafórica, ou seja, substitui no texto alguma palavra, sintagma ou sentença. Normalmente, são utilizadas para evitar repetição de termos no texto ou para quantificação (isto é, limitar as variáveis de uma proposição). Trata-se da generalização da noção de pronome.
Existem vários tipos de proformas, como:
- Pronomes: substituem nomes (substantivos) e sintagmas nominais.

Ex:  Denise também virá. Daqui a 15 minutos ela chega.
- Proadjetivos: substituem adjetivos ou sintagmas de valor adjetivo.

Ex: Meu vizinho ciclista é muito veloz, eu queria também ser assim.
- Proadvérbios: substituem advérbios ou sintagmas de valor adverbial.

Ex: Morei por muitos anos em Manaus. Meus três filhos nasceram lá.
- Proverbos: substituem verbos ou locuções verbais. Ex: Queria muito largar o cigarro, mas não sei como fazer. Eu sei que aborreci você com essa história, mas foi por um bom motivo.
- Prosentenças: substituem sentenças ou orações completas.

Ex: – Eu já desisti de convencer o Xavier a estudar inglês!
– Eu também!
– Quer dizer que eu posso substituir o leite por suco de laranja nessa receita?
– Isso.